# Kaple svaté Anny (Strkovice)
Kaple svaté Anny je římskokatolická kaple ve Strkovicích v okrese Louny. Je chráněna jako kulturní památka. Stojí na návsi naproti strkovickému zámku.

## Stavební podoba

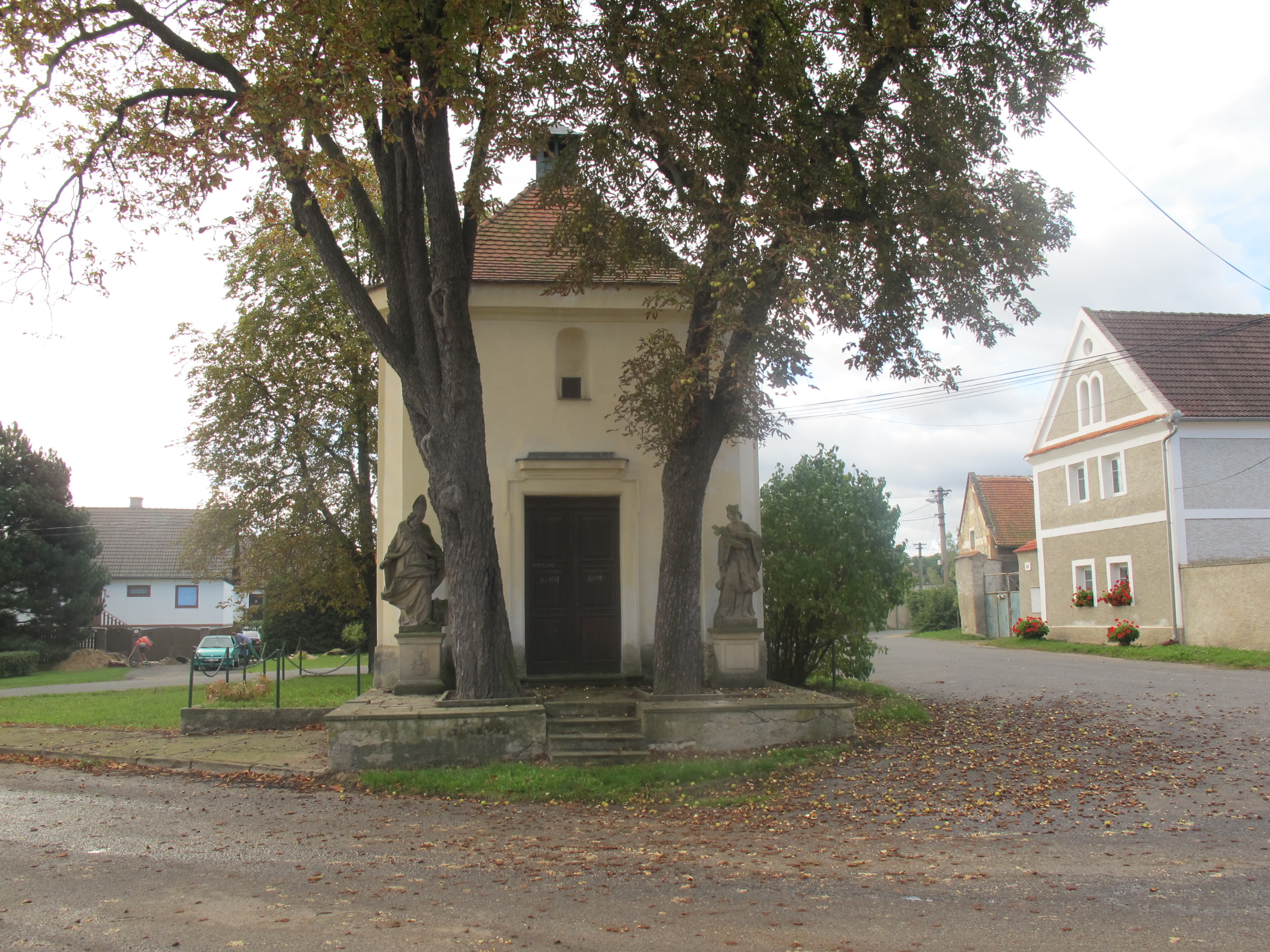
Vstupní průčelí

Barokní kaple byla postavena roku 1736. Má čtvercový půdorys se zkosenými nárožími. Fasády jsou v nárožích zdobené pilastry a boční stěny prolamují kasulová okna. Dovnitř se vstupuje portálem s rovnou římsou, nad kterou se nachází drobná nika. Interiér je sklenutý plackovou klenbou, na které je freska s motivem Poslední večeře.
Před kaplí stojí po stranách vchodu sochy svatého Floriána a svatého Jana Nepomuckého ze druhé čtvrtiny osmnáctého století.

## Zařízení
Ve druhé polovině dvacátého století byl uvnitř oltář s obrazem svaté Anny, dřevěná kruchta s balustrovým zábradlím a obrazy svatého Františka z Assisi a svatého Antonína Paduánského.